# Ciritei (okręg Botoszany)
Ciritei – wieś w Rumunii, w okręgu Botoszany, w gminie Trușești. W 2011 roku liczyła 3 mieszkańców.